# Rosario Guerra Díaz
María del Rosario Elena Guerra Díaz (Ciudad de México, 7 de abril de 1957) es una política mexicana, que fue miembro del Partido Revolucionario Institucional (PRI). Fue en dos ocasiones diputada federal y en 2012 fue candidata a Jefa de Gobierno del Distrito Federal por el partido Nueva Alianza.

## Biografía
Es licenciada en Ciencias Políticas y Administración Pública y maestra en Ciencias Políticas, ambas por la Facultad de Ciencias de Políticas y Sociales de la Universidad Nacional Autónoma de México (UNAM).
Fue miembro de PRI de 1976 a 2012. En dicho partido fue subsecretaria de Acción Política del Movimiento Nacional Juvenil Revolucionario de 1975 a 1978, coordinadora nacional en la subdirección de Estudios Políticos del Instituto de Estudios Políticos, Económicos y Sociales (IEPES) durante la campaña presidencial de Miguel de la Madrid Hurtado de 1981 a 1982. Posteriormente fue asesora en la subdirección de Estudios Políticos y luego coordinadora nacional del programa Bienestar Social en la campaña presidencial de Carlos Salinas de Gortari de 1987 a 1988.
Ocupó los cargos de directora de Finanzas del Instituto de Seguridad y Servicios Sociales de los Trabajadores del Estado y de directora general de Normatividad y Desarrollo Administrativo de la Secretaría de Hacienda y Crédito Público.
En 1988 fue elegida por primera ocasión diputada federal, siendo elegida en representación del Distrito 22 del Distrito Federal a la LIV Legislatura y en la que fue presidenta de la comisión de Comercio y secretaria de la comisión de Hacienda y Crédito Público. Tres años después, en 1994 fue por segunda vez diputada federal, en esta ocasión a la LVI Legislatura por el Distrito 27 del Distrito Federal. En esta legislatura fue presidenta de la Cámara de Diputados del 1 al 30 de septiembre de 1995, y como tal, respondió el primer informe de gobierno del presidente Ernesto Zedillo Ponce de León el día 1 de septiembre de 1995.
En las elecciones de 2000 fue candidata del PRI a jefa delegacional de Coyoacán, no logrando la victoria. Tras ello, se postuló para buscar la dirigencia del PRI en el Distrito Federal. También ocupó el cargo de secretaria de Finanzas y Administración del PRI en el Distrito Federal, y de 2009 a 2012 fue diputada federal suplente, siendo diputado propietario Armando Jesús Báez Pinal, pero nunca llegó a ejercer la diputación en propiedad.
En 2011 intentó participar en la renovación del consejo político del PRI en el Distrito Federal, en cuya elección se enfrentó con simpatizantes de otro de los dirigentes priistas en la Ciudad de México, Cuauhtémoc Gutiérrez de la Torre y el diputado local Cristian Vargas en una gresca que la dejó lesionada junto con otros de sus partidarios. Tanto Guerra como Vargas se acusaron mutuamente de las agresiones.
Tras estos hechos, y acusando a la dirigencia del PRI de haber intervenido en la agresión que había sufrido, renunció a su militancia en el PRI en 2012 y fue postulada candidata del Partido Nueva Alianza a jefa de gobierno del Distrito Federal en las elecciones de ese año, y en las que quedó en cuarto lugar de los resultados electorales.
Tras retirarse de la actividad política, se dedicó a la actividad académica, desempeñándose como docente en la Facultad de Ciencias Políticas y Sociales de la UNAM.